# St.-Marien-Hospital Lünen
Das St.-Marien-Hospital Lünen ist ein Krankenhaus im Lüner Ortsteil Lünen-Nord, unweit der Innenstadt. Träger ist die Katholisches Klinikum Lünen-Werne GmbH, die auch das St. Christophorus-Krankenhaus Werne betreibt. Es ist Standort des ADAC-Rettungshubschraubers Christoph 8.

## Geschichte
Das St.-Marien-Hospital wurde 1865 eröffnet.  Die Schwesternschaft vom 3. Orden des heiligen Franziskus zu Mauritz bei Münster übernahm die Aufgaben der Krankenpflege 144 Jahre lang bis zum Jahre 2009. Hatte das Haus um die Jahrhundertwende (1899/1900) noch Kapazitäten für etwa 100 Patienten, so wurden diese durch bauliche Maßnahmen bis in die 1920er Jahre auf 500 Betten erweitert. 1970 wurde mit einem Neubau begonnen. Der Rettungshubschrauber Christoph 8 wurde ab 1974 am Krankenhaus stationiert.
2008 fusionierte das St.-Marien-Hospital mit dem St. Christophorus-Krankenhaus Werne unter dem Dach der St. Rochus GmbH. Seit 2017 bilden die Häuser gemeinsam die Katholisches Klinikum Lünen-Werne GmbH.
Seit dem 1. Juni 2021 gehört das Kath. Klinikum Lünen-Werne GmbH mit anderen Krankenhäusern und Pflegeeinrichtungen zur Kath. St. Paulus Gesellschaft mbH mit Sitz in Dortmund.

## Fachabteilungen
- Allgemein-, Viszeral- und Thoraxchirurgie
- Anästhesiologie & Intensivmedizin
- Angiologie und Diabetologie
- Diagnostische und interventionelle Radiologie, Neuroradiologie
- Gastroenterologie, Infektiologie, Stoffwechselerkrankungen
- Gefäßchirurgie
- Geriatrie mit Tagesklinik
- Gynäkologie und Geburtshilfe
- Hämatologie und Internistische Onkologie
- Kardiologie, Elektrophysiologie, Pneumologie und konservative Intensivmedizin
- Neurochirurgie
- Neurologie
- Nuklearmedizin
- Unfallchirurgie, Orthopädie und Sportmedizin
- Schmerz- und Palliativmedizin
- Strahlentherapie